# Robert Vișoiu
Robert Vișoiu (ur. 10 lutego 1996 w Pitești) – rumuński kierowca wyścigowy.

## Życiorys

### Formuła Abarth
Vișoiu karierę rozpoczął w roku 2003, od startów w kartingu. W 2011 roku zadebiutował w serii wyścigów samochodów jednomiejscowych – Formule Abarth. Reprezentując ekipę Jenzer Motorsport, Visoiu był liczony do klasyfikacji klasy europejskiej oraz włoskiej. W pierwszej z nich trzykrotnie stawał na podium, w tym dwukrotnie na najwyższym stopniu (na Misano Adriatico oraz Circuit de Catalunya). W drugiej także trzy razy meldował się w pierwszej trójce, jednak tylko raz na pierwszym miejscu (na Misano). Podium osiągnął również na torach Spa-Francorchamps i Monza, plasując się odpowiednio na trzeciej i drugiej lokacie. Zdobyte punkty sklasyfikowały go odpowiednio na 4. i 6. pozycji.

### Formuła 3
W sezonie 2012 Rumun podpisał kontrakt na starty z ekipą Piercarla Ghinzaniego we Włoskiej Formule 3. 1 zwycięstwo i dwa podia dały mu ostatecznie 9 pozycję w klasyfikacji końcowej.

### Seria GP3
W sezonie 2012 Rumun podpisał kontrakt na starty z ekipą Jenzer Motorsport w serii GP3. Po 16 wyścigach mógł się pochwalić dorobkiem jednego podium i 24 punktów, co mu dało ostatecznie 14 lokatę w klasyfikacji kierowców.
Na starty w następnym sezonie GP3 Visiu podpisał kontrakt z zespołem MW Arden. W ciągu szesnastu wyścigów, w których wystartował, dwukrotnie stawał na najwyższym stopniu podium. Z dorobkiem 44 punktów został sklasyfikowany na jedenastej pozycji w klasyfikacji generalnej.
Na sezon 2014 Rumun podpisał kontrakt z brytyjską ekipą Arden International. Wystartował łącznie w osiemnastu wyścigach, spośród których raz stanął na podium - był trzeci w pierwszym wyścigu w Budapeszcie. Uzbierał łącznie 23 punkty, które zapewniły mu trzynaste miejsce w końcowej klasyfikacji kierowców.

### Auto GP World Series
Vișoiu startował w sezonie 2013 Auto GP World Series wraz z zespołem Ghinzani Motorsport. W ciągu 16 wyścigów dwukrotnie stawał na podium. Z dorobkiem 67 punktów uplasował się na ósmej pozycji w klasyfikacji generalnej.

### Seria GP2
W sezonie 2015 był bliski zakończenia kariery i podjęcia studiów. Ostatecznie jednak znalazł budżet i zadebiutował w serii GP2. Ścigał się w barwach Rapaxa. Już w pierwszej rundzie sięgnął po przyzwoite punkty, zajmując odpowiednio piąta i siódmą lokatę. Na kolejne czekał jednak do szóstej eliminacji sezonu na węgierskim torze Hungaroirng, gdzie dziewiąty i siódmy (w sobotnim starcie uzyskał najszybszy czas okrążenia). Budżetu starczyło Rumunowi do rundy na rosyjskim torze w Soczi, po czym jego miejsce zajął Szwed Gustav Malja. Po raz ostatni zapunktował w pierwszym wyścigu na włoskim torze Monza, gdzie był dziewiąty. Dorobek dwudziestu punktów sklasyfikował go na 17. miejscu. I choć był debiutantem to jednak nie mógł zaliczyć tego roku do specjalnie udanych, gdyż jego zespołowy partner z Rosji, Siergiej Sirotkin także zaliczał pierwszy sezon w serii, a mimo to zajął 3. miejsce w końcowej klasyfikacji.

## Wyniki

### GP2
| Legenda oznaczeń w tabelach wyników Wyświetl szablon na nowej stronie | Legenda oznaczeń w tabelach wyników Wyświetl szablon na nowej stronie                                                                     |
| Oznaczenie                                                            | Wyjaśnienie |
| --------------------------------------------------------------------- | --- |
| Złoty                                                                 | Zwycięzca lub mistrzostwo |
| Srebrny                                                               | 2. miejsce lub wicemistrzostwo |
| Brązowy                                                               | 3. miejsce lub II wicemistrzostwo |
| Zielony                                                               | Ukończył, punktował (w klasyfikacji generalnej, gdy zdobył co najmniej jeden punkt na przestrzeni sezonu, poza trzema powyższymi opcjami) |
| Niebieski                                                             | Ukończył, nie punktował (w klasyfikacji generalnej, gdy nie zdobył co najmniej jednego punktu na przestrzeni sezonu)                      |
| Czerwony                                                              | Nie zakwalifikował się (NZ) |
| Czerwony                                                              | Nie prekwalifikował się (NPK) |
| Różowy                                                                | Nie ukończył (NU) |
| Różowy                                                                | Niesklasyfikowany (NS) (w klasyfikacji generalnej, gdy nie został sklasyfikowany w żadnym wyścigu sezonu)                                 |
| Czarny                                                                | Zdyskwalifikowany (DK) |
| Czarny                                                                | Wykluczony (WYK/EX) |
| Biały                                                                 | Nie wystartował (NW) |
| Biały                                                                 | Kontuzjowany (K/INJ) |
| Biały                                                                 | Wyścig odwołany (OD/C) |
| Bez koloru                                                            | Został wycofany (WYC/WD) |
| Bez koloru                                                            | Nie przybył (NP/DNA) |
| Bez koloru                                                            | Nie brał udziału w treningach (NT/DNP) |
| Bez koloru                                                            | Nie został zgłoszony (–) |
| Pogrubienie                                                           | Start z pole position |
| Kursywa                                                               | Najszybsze okrążenie wyścigu |
| †                                                                     | Nie ukończył, ale jego rezultat został zaliczony ze względu na przejechanie więcej niż 90% dystansu wyścigu.                              |
| *                                                                     | Sezon w trakcie |
| 1/2/3                                                                 | Punktowana pozycja w sprincie kwalifikacyjnym                                                                                             |
| Lista systemów punktacji Formuły 1                                    | |

| Rok  | Zespół | Wyniki w poszczególnych eliminacjach | Wyniki w poszczególnych eliminacjach | Wyniki w poszczególnych eliminacjach | Wyniki w poszczególnych eliminacjach | Wyniki w poszczególnych eliminacjach | Wyniki w poszczególnych eliminacjach | Wyniki w poszczególnych eliminacjach | Wyniki w poszczególnych eliminacjach | Wyniki w poszczególnych eliminacjach | Wyniki w poszczególnych eliminacjach | Wyniki w poszczególnych eliminacjach | Wyniki w poszczególnych eliminacjach | Wyniki w poszczególnych eliminacjach | Wyniki w poszczególnych eliminacjach | Wyniki w poszczególnych eliminacjach | Wyniki w poszczególnych eliminacjach | Wyniki w poszczególnych eliminacjach | Wyniki w poszczególnych eliminacjach | Wyniki w poszczególnych eliminacjach | Wyniki w poszczególnych eliminacjach | Wyniki w poszczególnych eliminacjach | Punkty | Pozycja |
| ---- | ------ | ------------------------------------ | ------------------------------------ | ------------------------------------ | ------------------------------------ | ------------------------------------ | ------------------------------------ | ------------------------------------ | ------------------------------------ | ------------------------------------ | ------------------------------------ | ------------------------------------ | ------------------------------------ | ------------------------------------ | ------------------------------------ | ------------------------------------ | ------------------------------------ | ------------------------------------ | ------------------------------------ | ------------------------------------ | ------------------------------------ | ------------------------------------ | ------ | ------- |
| 2015 | Rapax  | BHR                                  | BHR                                  | ESP                                  | ESP                                  | MON                                  | MON                                  | AUT                                  | AUT                                  | GBR                                  | GBR                                  | HUN                                  | HUN                                  | BEL                                  | BEL                                  | ITA                                  | ITA                                  | RUS                                  | RUS                                  | BHR                                  | BHR                                  | ARE                                  | 20     | 17      |
| 2015 | Rapax  | 5                                    | 7                                    | 18                                   | 23                                   | 15                                   | 13                                   | 11                                   | 9                                    | 12                                   | 11                                   | 9                                    | 7                                    | 15                                   | 16                                   | 9                                    | NU                                   | 17                                   | 18                                   | -                                    | -                                    | -                                    | 20     | 17      |

### GP3
| Legenda oznaczeń w tabelach wyników Wyświetl szablon na nowej stronie | Legenda oznaczeń w tabelach wyników Wyświetl szablon na nowej stronie                                                                     |
| Oznaczenie                                                            | Wyjaśnienie |
| --------------------------------------------------------------------- | --- |
| Złoty                                                                 | Zwycięzca lub mistrzostwo |
| Srebrny                                                               | 2. miejsce lub wicemistrzostwo |
| Brązowy                                                               | 3. miejsce lub II wicemistrzostwo |
| Zielony                                                               | Ukończył, punktował (w klasyfikacji generalnej, gdy zdobył co najmniej jeden punkt na przestrzeni sezonu, poza trzema powyższymi opcjami) |
| Niebieski                                                             | Ukończył, nie punktował (w klasyfikacji generalnej, gdy nie zdobył co najmniej jednego punktu na przestrzeni sezonu)                      |
| Czerwony                                                              | Nie zakwalifikował się (NZ) |
| Czerwony                                                              | Nie prekwalifikował się (NPK) |
| Różowy                                                                | Nie ukończył (NU) |
| Różowy                                                                | Niesklasyfikowany (NS) (w klasyfikacji generalnej, gdy nie został sklasyfikowany w żadnym wyścigu sezonu)                                 |
| Czarny                                                                | Zdyskwalifikowany (DK) |
| Czarny                                                                | Wykluczony (WYK/EX) |
| Biały                                                                 | Nie wystartował (NW) |
| Biały                                                                 | Kontuzjowany (K/INJ) |
| Biały                                                                 | Wyścig odwołany (OD/C) |
| Bez koloru                                                            | Został wycofany (WYC/WD) |
| Bez koloru                                                            | Nie przybył (NP/DNA) |
| Bez koloru                                                            | Nie brał udziału w treningach (NT/DNP) |
| Bez koloru                                                            | Nie został zgłoszony (–) |
| Pogrubienie                                                           | Start z pole position |
| Kursywa                                                               | Najszybsze okrążenie wyścigu |
| †                                                                     | Nie ukończył, ale jego rezultat został zaliczony ze względu na przejechanie więcej niż 90% dystansu wyścigu.                              |
| *                                                                     | Sezon w trakcie |
| 1/2/3                                                                 | Punktowana pozycja w sprincie kwalifikacyjnym                                                                                             |
| Lista systemów punktacji Formuły 1                                    | |

| Rok  | Zespół              | Wyniki w poszczególnych eliminacjach | Wyniki w poszczególnych eliminacjach | Wyniki w poszczególnych eliminacjach | Wyniki w poszczególnych eliminacjach | Wyniki w poszczególnych eliminacjach | Wyniki w poszczególnych eliminacjach | Wyniki w poszczególnych eliminacjach | Wyniki w poszczególnych eliminacjach | Wyniki w poszczególnych eliminacjach | Wyniki w poszczególnych eliminacjach | Wyniki w poszczególnych eliminacjach | Wyniki w poszczególnych eliminacjach | Wyniki w poszczególnych eliminacjach | Wyniki w poszczególnych eliminacjach | Wyniki w poszczególnych eliminacjach | Wyniki w poszczególnych eliminacjach | Wyniki w poszczególnych eliminacjach | Wyniki w poszczególnych eliminacjach | Punkty | Pozycja |
| ---- | ------------------- | ------------------------------------ | ------------------------------------ | ------------------------------------ | ------------------------------------ | ------------------------------------ | ------------------------------------ | ------------------------------------ | ------------------------------------ | ------------------------------------ | ------------------------------------ | ------------------------------------ | ------------------------------------ | ------------------------------------ | ------------------------------------ | ------------------------------------ | ------------------------------------ | ------------------------------------ | ------------------------------------ | ------ | ------- |
| 2012 | Jenzer Motorsport   | ESP                                  | ESP                                  | MON                                  | MON                                  | VAL                                  | VAL                                  | GBR                                  | GBR                                  | DEU                                  | DEU                                  | HUN                                  | HUN                                  | BEL                                  | BEL                                  | ITA                                  | ITA                                  |                                      |                                      | 24     | 14      |
| 2012 | Jenzer Motorsport   | 8                                    | 2                                    | 14                                   | 10                                   | NU                                   | 12                                   | 12                                   | 5                                    | DK                                   | 12                                   | 12                                   | 22                                   | 15                                   | 12                                   | 14                                   | 7                                    |                                      |                                      | 24     | 14      |
| 2013 | MW Arden            | ESP                                  | ESP                                  | VAL                                  | VAL                                  | GBR                                  | GBR                                  | DEU                                  | DEU                                  | HUN                                  | HUN                                  | BEL                                  | BEL                                  | ITA                                  | ITA                                  | ARE                                  | ARE                                  |                                      |                                      | 44     | 11      |
| 2013 | MW Arden            | 9                                    | 19                                   | 8                                    | 1                                    | 12                                   | NU                                   | 11                                   | 23                                   | 8                                    | 1                                    | 9                                    | 8                                    | NU                                   | 10                                   | 10                                   | 11                                   |                                      |                                      | 44     | 11      |
| 2014 | Arden International | ESP                                  | ESP                                  | AUT                                  | AUT                                  | GBR                                  | GBR                                  | DEU                                  | DEU                                  | HUN                                  | HUN                                  | BEL                                  | BEL                                  | ITA                                  | ITA                                  | RUS                                  | RUS                                  | ARE                                  | ARE                                  | 23     | 13      |
| 2014 | Arden International | 13                                   | 11                                   | NU                                   | 14                                   | 20                                   | 13                                   | 10                                   | 9                                    | 3                                    | 5                                    | NU                                   | 20                                   | 19                                   | 14                                   | NU                                   | 10                                   | 15                                   | 8                                    | 23     | 13      |

### Podsumowanie
| Sezon | Seria                     | Zespół                   | Wyścigi | Zwycięstwa | pole position | NO | Podium | Punkty | Pozycja |
| ----- | ------------------------- | ------------------------ | ------- | ---------- | ------------- | -- | ------ | ------ | ------- |
| 2011  | Włoska Formuła Abarth     | Jenzer Motorsport        | 14      | 1          | 0             | 0  | 3      | 69     | 6       |
| 2011  | Europejska Formuła Abarth | Jenzer Motorsport        | 14      | 2          | 0             | 0  | 3      | 81     | 4       |
| 2011  | Formuła Pilota China      | Jenzer Welsh Asia Racing | 4       | 0          | 0             | 0  | 2      | 38     | 9       |
| 2012  | Włoska Formuła 3          | Ghinzani Arco Motorsport | 18      | 1          | 0             | 0  | 2      | 76     | 9       |
| 2012  | Seria GP3                 | Jenzer Motorsport        | 16      | 0          | 0             | 0  | 1      | 24     | 14      |
| 2013  | Auto GP World Series      | Ghinzani Motorsport      | 16      | 0          | 0             | 0  | 2      | 67     | 8       |
| 2013  | Seria GP3                 | MW Arden                 | 16      | 2          | 0             | 0  | 2      | 44     | 11      |
| 2014  | Seria GP3                 | Arden International      | 18      | 0          | 0             | 0  | 1      | 23     | 13      |
| 2015  | Seria GP2                 | Rapax                    | 18      | 0          | 0             | 1  | 0      | 20     | 17      |